# ヒルベルト立方体
数学において、ヒルベルト立方体（英: Hilbert cube）は位相空間のひとつであり、トポロジーにおけるいくつかのアイデアの示唆的な例を与える。名称はダフィット・ヒルベルトに因む。多くの興味のある位相空間はヒルベルト立方体に埋め込むことができる。すなわちヒルベルト立方体の部分空間と見做すことができる（後述）。

## 定義
ヒルベルト立方体は可算個の区間 {\displaystyle [0,1/n]\ (n=1,2,3,\ldots )} の直積に {\displaystyle \omega } 位相を入れたものとして定義される。すなわち、可算無限次元の直方体であって、各々の直交する辺の長さが {\displaystyle 1/n} であるようなものである。
ヒルベルト立方体は単位閉区間の可算無限個のコピーの直積に同相である。換言すれば、これと可算無限次元の単位立方体とは位相的に区別できない。
ヒルベルト立方体の点 {\displaystyle \{a_{n}\}\ (0\leq a_{n}\leq 1/n)} に対して {\displaystyle h:\{a_{n}\}\mapsto \{n\cdot a_{n}\}} とすれば、これはヒルベルト立方体と可算無限次元の単位立方体との間の同相を与える。

## 距離空間としてのヒルベルト立方体
ヒルベルト立方体を距離空間と見做すことはしばしば便利である。それにはヒルベルト立方体を可分ヒルベルト空間（すなわち可算無限な正規直交系を持つヒルベルト空間）の特別な部分集合と見做せばよい。この目的にはヒルベルト立方体は単位区間のコピーの直積と見做すよりも、
{\displaystyle [0,1]\times [0,1/2]\times [0,1/3]\times \cdots }
と見做すのがよりよい。上で述べたように、位相的な性質に関する限り、このように見做しても違いはない。すなわち、ヒルベルト立方体の元は無限列
{\displaystyle \{x_{n}\}}
であって次を満たすものである：
{\displaystyle 0\leq x_{n}\leq 1/n.}
このような任意の列はヒルベルト空間 {\displaystyle \ell _{2}}に属す。したがってヒルベルト立方体はこの空間の距離を継承する。この距離から誘導される位相が上記の直積位相と同じものであることが証明できる。

## 性質
コンパクトハウスドルフ空間の直積として、ヒルベルト立方体はそれ自身コンパクトハウスドルフである。このことはチコノフの定理によって分かる。
ヒルベルト立方体のコンパクト性は選択公理なしで、カントール空間からヒルベルト空間の上への連続写像を構成することによっても証明できる。
{\displaystyle \ell _{2}} において、いかなる点もコンパクト近傍を持たない（つまり {\displaystyle \ell _{2}} は局所コンパクトでない）。いかなる {\displaystyle \ell _{2}} のコンパクト部分集合も有限次元であることが期待されるかもしれないが、ヒルベルト立方体はその反例を与える。しかしながら、ヒルベルト立方体は、そのいかなる点の近傍でもない。その辺は各次元においてどんどん小さくなるからである。半径 {\displaystyle r} の開球を考えると {\displaystyle r>1/n} なる次元 {\displaystyle n} において開球がヒルベルト立方体をはみ出してしまう。それゆえいかなる開球も含むことができない。
ヒルベルト立方体のいかなる部分空間も距離化可能である。それゆえ正規空間であり第二可算公理を満たす。この逆も成立することはより興味深い：任意の第二可算正規空間はヒルベルト立方体の部分空間に同相である。
ヒルベルト立方体の任意の {\displaystyle G_{\delta }}-部分集合はポーランド空間である。すなわち可分かつ完備距離化可能である。逆に任意のポーランド空間はヒルベルト立方体の {\displaystyle G_{\delta }}-部分集合に同相である。